# Lobby

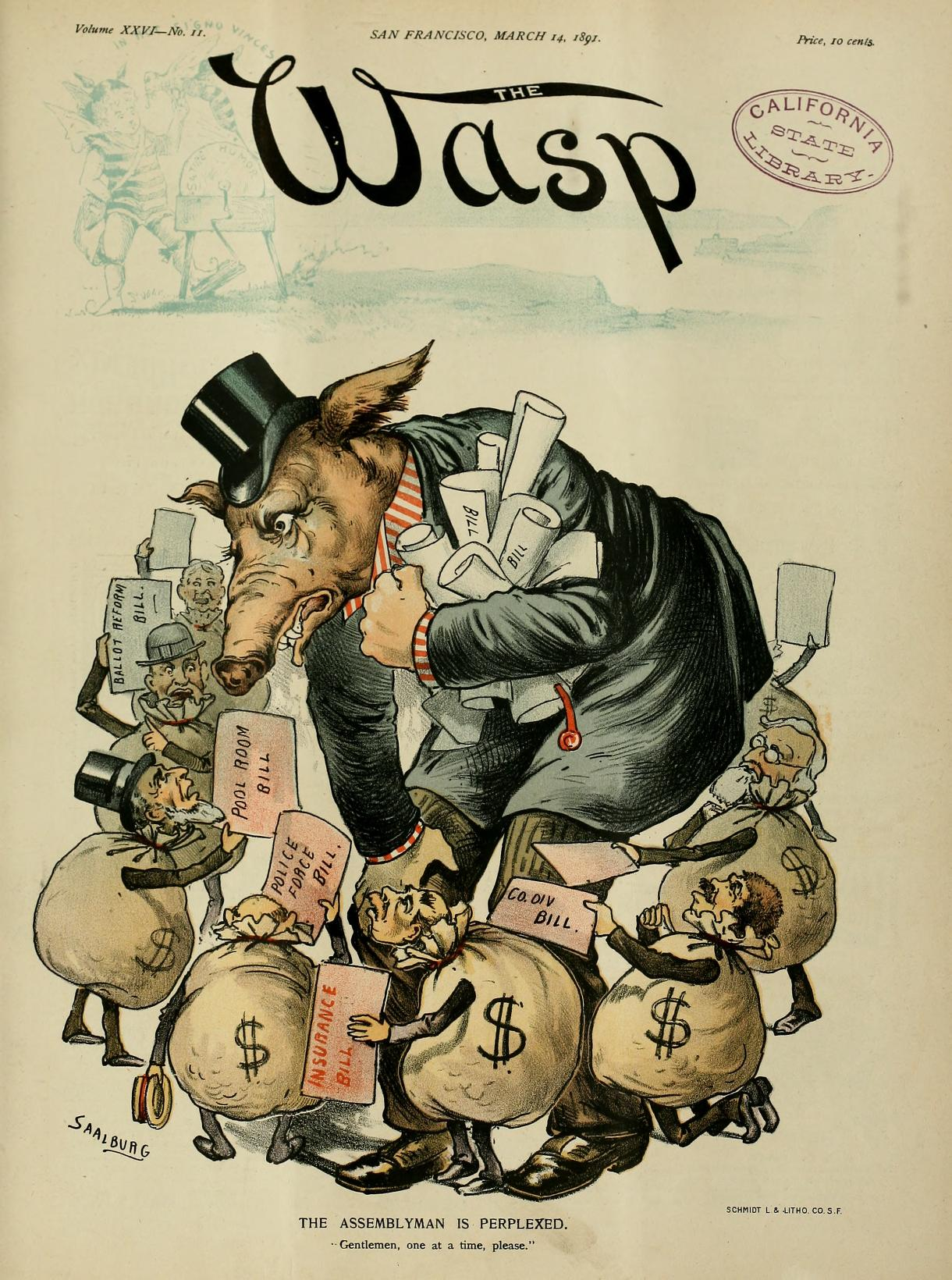
Cartum de 1891 sobre lobby nos Estados Unidos

Lobby (do inglês lobby, "vestíbulo" ou "antessala") ou grupo de pressão é a atividade de influência, ostensiva ou velada, por meio da qual um grupo organizado, por meio de um intermediário, busca interferir diretamente nas decisões do poder público, em especial do poder legislativo, em favor de causas ou objetivos. Dentro dos mecanismos de participação pública nas democracias representativas, existem conceitos próximos, por vezes confundidos com o lobismo, como os de grupos de pressão, grupos de interesse e, mesmo, de partidos políticos, visto que estes atuam no espaço entre governo e cidadãos.
Apesar de o termo lobby ter, no Brasil, a conotação de troca de favores ou corrupção, a definição original remete a um significado mais neutro. Segundo Said Farhat, lobby é "toda atividade organizada, exercida dentro da lei e da ética, por um grupo de interesses definidos e legítimos, com o objetivo de ser ouvido pelo poder público para informá-lo e dele obter determinadas medidas, decisões, atitudes". 
Nesta concepção, o lobby seria meramente a representação de interesses junto aos agentes políticos. Tal definição é corroborada por Maria Cecília Gonçalves, que trata o lobby como "a prática de buscar acesso aos agentes políticos e fazer com que eles saibam das demandas de determinados segmentos da sociedade, usando pessoas (lobistas) e seus canais de contato junto aos órgãos de governos". O lobista, aqui, seria um intermediário que, por conta do conhecimento profundo da forma de funcionamento do governo e de seus elementos chaves, teria maiores condições de definir corretamente os atores mais importantes em um determinado assunto, aumentando as chances de que o representado possa influir na política em questão.

## Etimologia
Segundo o Dicionário Oxford de Inglês, o termo lobbying ("lobismo") originou-se a partir dos encontros entre parlamentares e nobres britânicos nos corredores (lobbies) do Parlamento Britânico antes e depois dos debates parlamentares. Na língua portuguesa, chegou como estrangeirismo e por empréstimo foi aportuguesada, nos termos "lóbi" e "lobismo", sendo ambos os termos de uso raro. Os seus praticantes são referidos por "lobistas".

## Atuação e suas formas
Basicamente, há três tipos de atuação, que podem ser usadas simultaneamente:
- Lobby direto (direct lobbying): consiste na apresentação direta da proposta defendida pelo lobista ao grupo com poder de decisão, também designado de público-alvo do lobby;
- Lobby de topo (top lobbying ou grass top lobbying): consiste em atuar acima da esfera de decisão direta do grupo alvo, fazendo pressão sobre as chefias dos decisores;
- Lobby de base (bottom lobbying, grassroot lobbying ou outside lobbying) consiste em divulgar um tema através dos meios de comunicação, de modo a criar uma pressão da opinião pública para que esse tema entre na agenda política.

A atuação do lobismo é exercida pelo lobista, cujo papel é um dos mais controversos dentro do sistema de representação institucional. A ação do lobista pode, inclusive, trazer benefícios para o tomador de decisões, pois várias vezes se trata de uma representação técnica e especializada. E de forma alguma é sempre vista por este agente tomador de decisão como algo negativo: tanto os legisladores quanto os administradores valorizam muito a participação dos especialistas. O lobista, "representante de um cliente claramente identificável", seria responsável por exercer pressão e influência na tomada de decisão, auxiliando o tomador de decisão através do assessoramento com informações técnicas e expondo o ponto de vista de agentes externos que serão afetados pela decisão em questão.
O lobista contaria ainda com incentivos explícitos e implícitos para a não utilização de métodos ilícitos para consecução de seus objetivos. Como incentivo explícito, encontra-se o endurecimento de políticas anticorrupção e aumento da insatisfação popular quanto ao uso de práticas escusas; como incentivo implícito, cita-se que há um código de conduta próprio, reconhecido inclusive pelos pares do lobista, que condena o uso de tais práticas.

## Relação com a corrupção
Apesar de frequentemente adquirir uma conotação negativa, o lobby, por definição, não está relacionado ao uso de meios ilícitos para o exercício de influência sobre um ato político. Não faz parte do conceito tradicional de lobby nenhum tipo de tráfico, seja de influência ou de interesses; não seria compatível com a atividade nenhum tipo de jogada escusa ou mesmo o uso de dinheiro para obtenção de favores. O uso de dinheiro na compra de favores ou qualquer tipo de favorecimento não consistiria em lobby, mas simplesmente em corrupção.
A definição de lobby como "atividade organizada, exercida dentro da lei e da ética", já seria uma forma de separá-lo do conceito de corrupção. Porém, ainda existem áreas cinzentas, sendo o maior foco de problemas o financiamento de campanhas eleitorais: um financiamento constante – ou mesmo a promessa de financiamento – que parta de um interessado em uma política ou decisão governamental poderia ser facilmente enquadrado como corrupção.
Ressalta-se aqui o caráter do lobby como forma de representação de interesses, em nome de clientes identificáveis e por meio de esquemas predefinidos. A accountability (transparência) é de fundamental importância, para a segurança de ambas as partes - tanto o agente de pressão como o tomador de decisão. De certa forma há um caráter de mútua exclusão entre o lobby e a corrupção: os gastos com lobby seriam altos demais em relação a meios mais diretos e eficazes - porém ilícitos – para atingir o mesmo resultado.

## Prática e regulação pelo mundo

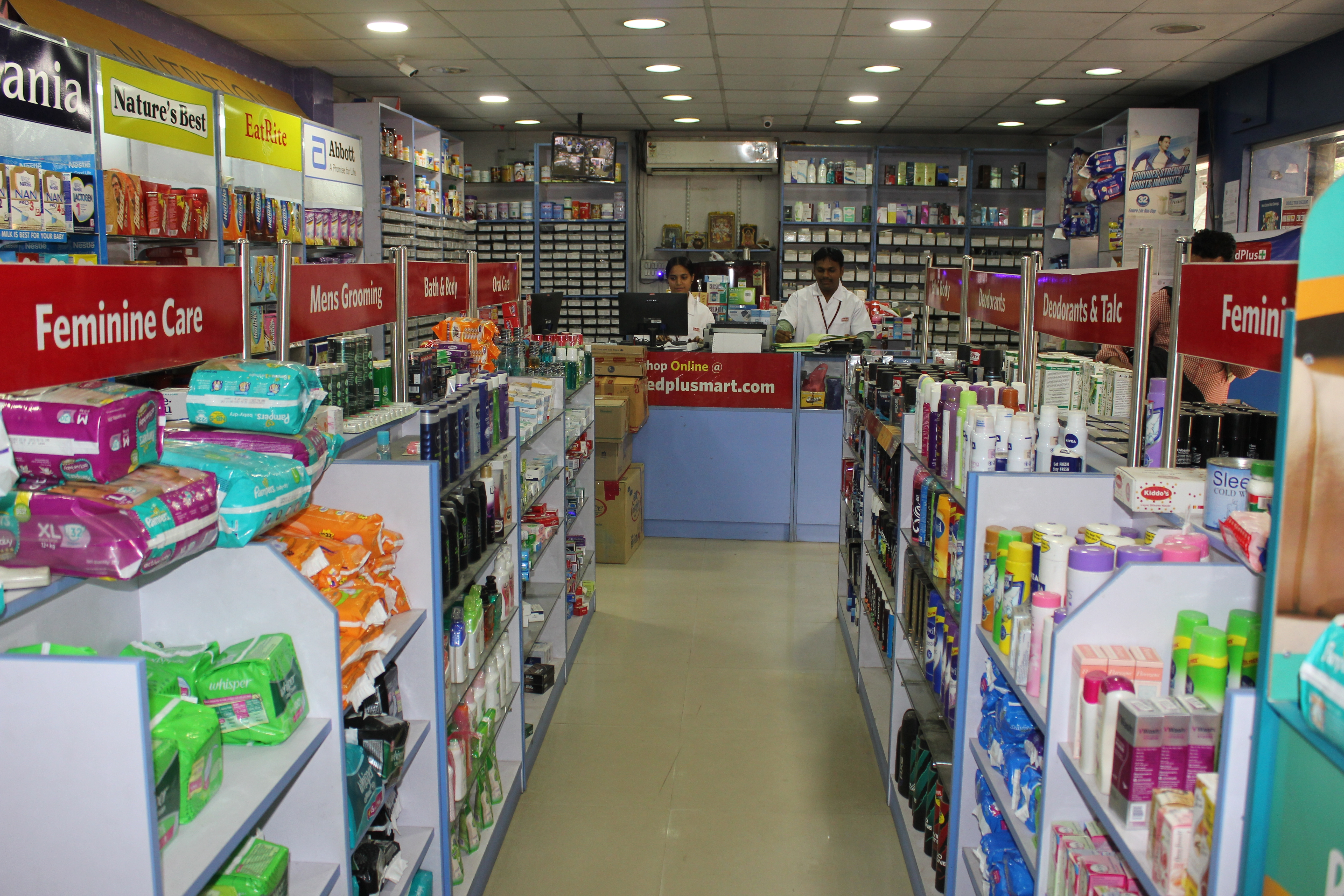
A indústria farmacêutica é uma das que, tradicionalmente, mais investem em lobby.

Em boa parte do mundo, o lobby ocupa uma área cinzenta entre legalidade e corrupção. Porém há duas grandes exceções: os Estados Unidos e a União Europeia - mais especificamente sua capital, Bruxelas.
A regulamentação do lobby nestes lugares trouxe, para a arena política, uma gama de interesses que, até então, eram organizados de forma esparsa. A aceitação do lobby como parte do arsenal político acabou incentivando a organização política em associações – que, por sua vez, se unem em grupos de atividades semelhantes, em uma espécie de "comunidade de lobby". Exemplo destes grupos seria uma "comunidade de educação superior", que refletiria as opiniões de professores, pesquisadores e cientistas.
Em Bruxelas, percebe-se uma reputação bastante favorável quanto ao lobby – em 1992, havia cerca de três mil "grupos de interesse especial", segundo dados oficiais. O estilo da burocracia local, de forma surpreendente, não evita as "entradas de dados" da sociedade, mas sim as incentiva.
A visão americana, por sua vez, se aproxima mais do conceito pluralista, com diversos grupos de pressão legítimos. É interessante notar que, nos Estados Unidos, o lobby é mais frequente no poder legislativo do que nos outros poderes, sendo realizado por grupos com estruturas financeiras e operacionais de tamanhos diversos que competem entre si pela defesa dos seus interesses. A dimensão do lobismo nos Estados Unidos pode ser vista nos números: em 2006, havia trinta mil lobistas cadastrados oficialmente, sendo que centenas deles eram ex-congressistas; além disso, a atividade movimentou, no ano, treze bilhões de dólares estadunidenses na busca de influenciar o parlamento e alguns setores do Executivo. 

### Proposta da OCDE para regulamentação
A Organização para a Cooperação e Desenvolvimento Económico (OCDE) tem tido, como foco, a redução da corrupção em seus países-membros e associados, sendo que uma das frentes de trabalho é a regulação do lobby e da atuação do lobista. Segundo a OCDE, a regulação pode trazer mais transparência e aumentar o accountability do agente público. Segundo a OCDE, para ser bem-sucedido, o processo de regulamentação do lobby deve seguir dez princípios:
1. Todos devem ter acesso aos mesmos canais de informação para atuar nos processos de formulação de políticas públicas;
2. As regras impostas ao lobby devem ser tomadas dentro do contexto social e político da nação, respondendo às demandas da sociedade nesse setor;
3. A regulamentação do lobby deve estar inserida nos mesmos princípios jurídicos da boa governança pública;
4. Os países devem claramente definir os termos "lobby"e "lobista" para fins regulatórios;
5. Os cidadãos, empresas e burocratas do país devem ter acesso a informações suficientes sobre o funcionamento do lobby;
6. O público tem o direito de amplo escrutínio sobre as atividades de lobby;
7. Os países devem criar uma cultura de integridade na tomada de decisão por agentes públicos;
8. Os grupos de lobby devem agir de forma profissional e transparente;
9. Os países devem envolver todos os grupos interessados no lobby para desenvolver estratégias de cumprimento da ética e das metas de transparência;
10. As normas sobre lobby devem ser periodicamente revistas e adaptadas à realidade e vontade da nação.

Segundo a OCDE, o governo brasileiro deveria definir claramente os termos lobby e lobista na eventual formulação de uma lei sobre o assunto e oferecer padrões claros de conduta a funcionários públicos para guiar suas interações com lobistas e gerenciar possíveis conflitos de interesse caso eles queiram deixar o cargo e se tornar lobistas. 

### No Brasil
No Brasil, as organizações sociais são, com frequência, financeiramente dependentes do Estado, o que reduz a autonomia dos grupos de pressão e a participação social no processo político.
A promulgação da Constituição Federal de 1988 ampliou e consolidou liberdades, direitos e garantias individuais e coletivas, dentre os quais o livre direito de associação e a liberdade de expressão. Porém, o Estado ainda tentaria manter a participação da sociedade sob sua tutela. Esse cenário de maior participação e atuação dos grupos de interesse se dá num contexto ainda bastante permeado pela herança corporativista e pelo pluralismo limitado apontado por diversos autores, afetado pelo viés tecnocrático e pela ausência de uma cultura política que reconheça a participação dos interesses organizados como legítima e necessária. Esse quadro favorece o uso de mecanismos informais de representação de interesses, tais como os "anéis burocráticos", que são vínculos de corte clientelista que atravessam as grandes burocracias, tanto públicas quanto privadas, ligando setores da burocracia estatal a grupos de interesses das empresas privadas.
Como no Brasil pós-constituinte de 1988 há uma preponderância do executivo sobre o legislativo, o lobby no país age essencialmente junto aos ministros de Estado, autarquias e demais órgãos do Poder Executivo e, em menor escala, na Câmara dos Deputados do Brasil e no Senado Federal do Brasil.

#### Propostas de regulamentação em tramitação no Brasil
Atualmente, existem três propostas tramitando para a regulamentação do lobby no país:
- O projeto de lei 6 132/1990, de autoria do ex-senador Marco Maciel, do antigo Partido da Frente Liberal de Pernambuco. Atualmente, encontra-se no Plenário da Câmara dos Deputados do Brasil. É o que tem maior histórico dentro do congresso nacional. Iniciado no Senado como projeto de lei do senado nº 203/1989, foi aprovado pela casa e enviado à Câmara dos Deputados, onde aguarda deliberação. Legisla essencialmente sobre o registro e divulgação dos gastos das entidades com "assuntos a tratar" no Congresso Nacional.[22]
- O projeto de lei 6 928/2002, de autoria da deputada Vanessa Grazziotin, do Partido Comunista do Brasil do Amazonas. Atualmente, encontra-se na Comissão de Constituição e Justiça e de Cidadania da Câmara dos Deputados. Cria o estatuto para o exercício da democracia participativa, regulamentando a execução dos incisos I, II e III do artigo 14 da Constituição Federal, referentes a plebiscito, referendo e iniciativa popular.[23]
- O projeto de lei 1 202/2007, de autoria do deputado Carlos Zarattini, do Partido dos Trabalhadores de São Paulo. Atualmente, encontra-se na Comissão de Constituição e Justiça e de Cidadania da Câmara dos Deputados, aguardando audiência pública. Prevê que seja competência da Controladoria-Geral da União o credenciamento das entidades de lobby; impõe um ano de quarentena para que funcionários públicos e detentores de cargos eletivos possam atuar; e determina que haja um curso de formação com os futuros lobistas.[24] O projeto de lei apresenta, ainda, as ações que devem ser tomadas para que não haja abusos nem atos ilícitos, tais como a tomada das contas anuais dos lobistas cadastrados. Como citado na justificativa do projeto de lei 1 202/2007, a finalidade do projeto de lei é a ampliação do accountability e o aumento da idoneidade no trato da coisa pública:| “ | Veda-se o uso de presentes, cortesias, gentilezas e favores para Congressistas como instrumento de 'corrupção' e asseguram-se meios de tratamento igualitário aos grupos de pressão no processo decisório no Legislativo (...) Limita-se a conduta dos lobistas, e dos próprios servidores públicos, para que não haja abusos nem tampouco conflitos de interesse. Garante-se a idoneidade do processo e a responsabilização daqueles que não observarem as suas normas. | ” |